# Allylglycidylether
Allylglycidylether ist eine chemische Verbindung aus der Gruppe der substituierten Ether.

## Gewinnung und Darstellung
Allylglycidylether 3 kann durch Kondensation von Allylalkohol 1  und Epichlorhydrin 2 und anschließende Reaktion mit einer Base gewonnen werden:
Das technische Produkt liegt als Racemat vor.

## Eigenschaften
Allylglycidylether ist eine farblose Flüssigkeit mit süßlich stechendem Geruch, die löslich in Wasser ist. Sie zersetzt sich bei Erhitzung, wobei Kohlenmonoxid und Kohlendioxid entstehen. Die Verbindung kann bei Kontakt mit Säuren und Basen polymerisieren.

## Verwendung
Allylglycidylether kann bei der Hydrosilylierung, einschließlich der Hydrosilylierung von Siloxanen zu Epoxysiloxanen, verwendet werden. Es wird auch als Zusatzstoff von Kunst- und Klebstoffen, als Zwischenprodukt zur Herstellung anderer chemischer Verbindungen und als Stabilisator für Polymere eingesetzt.

## Sicherheitshinweise
Die Dämpfe von Allylglycidylether können mit Luft ein explosionsfähiges Gemisch (Flammpunkt 45 °C) bilden. Für die Verbindung liegen einige Anhaltspunkte vor, die auf eine mögliche erbgutverändernde Wirkung beim Menschen hinweisen.